# Helina posterodorsalis
Helina posterodorsalis este o specie de muște din genul Helina, familia Muscidae, descrisă de Fritz Isidore van Emden în anul 1951.
Este endemică în Tanzania. Conform Catalogue of Life specia Helina posterodorsalis nu are subspecii cunoscute.